# Arquedemo
Arquedemo  (en griego antiguo: Ἀρχέδημος, Archédemos; mitad del siglo V a. C. – después del 406 a. C.) fue un político ateniense.

## Biografía
Arquedemo es mencionado en las fuentes por primera en el 406 a. C., cuando se enfrentó a los generales vencedores de la batalla de Arginusas y multó al estratego (general) Erasínides por haberse embolsado dinero público entregado en el Helesponto. Se piensa que este Arcquedemo es el mismo del que habla Jenofonte en las Memorables, donde se dice que originariamente pobre, tenía un notable talento para la oratoria y la política; Jenofonte también afirma que fue contratado por Critón para protegerle a él y sus amigos de los sicofantas.
Parece que era extranjero y que había obtenido el derecho al voto mediante fraude, motivo por el cual fue atacado pro Aristófanes en Las ranas, y por Eupolis en Baptai.
Aristófanes  y Lisias lo llamaban el legañoso.